# 林茂發
林茂發（英語：Nathan，葡語：Lam Mao-fat，1989年12月15日—），藝名加蔥、Wasabi，澳門魔術師、YouTuber，曾任澳門國際魔術師協會會長，是澳門微辣集團的三個創辦人之一，後來其舊愛兼下屬劉靜儀自殺，輿論普遍指摘來自他的感情傷害是她自殺的主因，遂予以猛裂抨擊和抵制，因此其個人事業及公司業務均一落千丈。

## 簡歷
林茂發在1999年接觸魔術。林茂發起初在賭場的市場部任職，在2013年和李偉麟及陸志豪合資成立微辣製作有限公司，不過林氏起初甚少參與其營運工作，到了2016年才積極投入，擔任演員和編劇。林茂發與陸志豪均是澳門國際魔術師協會會員，更組成魔術組合「不是魔術」。林茂發在2023年7月宣佈退出微辣。

## 軼聞
2021年12月15日，即加蔥的32歲生日，一輛由其好友李天慧（多多、多姐）課金準備的粉紅色應援巴士在當日於過海隧道巴士112線上行走，被指向有「粉紅教主」之稱的盧瀚霆致敬。

## 個人生活
林茂發曾與微辣經理人劉靜儀（阿晶）交往，直至2021年1月兩人分手。惟2023年1月卻宣佈在2022年9月向拍拖僅一年的女友儀仔求婚成功，由於林茂發較早前坦承自己是不婚主義，惹起爭議，有網民批評他為人虛偽。及後他在個人YouTube頻道上解釋儀仔聽到自己是不婚主義，竟然接受，亦沒有要求分手，令他感動，希望為對方作犧牲，但他始終認為一紙婚書根本無用。
加蔥在2023年12月在澳門和微辣舊下屬張詠儀結婚。

## 爭議
2021年10月，一名自稱是劉靜儀表哥的網民在Facebook發文批評加蔥無意視劉靜儀為結婚對象，更要求女方做人工流產手術而導致荷爾蒙失調及患上抑鬱症。他亦指控加蔥「一腳踏兩船」，指他與劉靜儀分手後不久隨即與另一微辣藝人儀仔交往。
2022年1月，劉靜儀亦在Instagram直播中重提加蔥強迫自己墮胎。加蔥隨即在YouTube開直播否認指控，表示作出墮胎的決定是經兩人協商得出。但他承認自己沒有陪伴對方一同進行手術是處理得不夠好。他亦反擊自稱是阿晶表哥網民的一腳踏兩船指控，表示是與劉靜儀分手後才與現任女友儀仔交往。加蔥亦指自己與劉靜儀決裂的原因是2021年7月自己希望轉經理人，劉靜儀質問其原因，加蔥隨即指控對方亂搞男女關係，接受不了才希望轉經理人。

### 阿晶自殺事件
2023年7月26日，劉靜儀在寓所自殺身亡，終年29歲。事件令網民嘩然，紛紛湧入加蔥的Instagram留言要求道歉，加上他亦涉及微辣的欺凌風波，認為他要為劉靜儀的死負上最大負任，加蔥其後在YouTube開直播向劉靜儀道歉並宣佈退出微辣，但再次強調自己沒有強迫她墮胎，亦再次澄清是與劉靜儀分手後才與現任女友儀仔交往，儀仔並非第三者。他明白很多網民希望為劉靜儀討回公道，但當中亦有不少人抱着袖手旁觀的心態，以及有部份網民亂帶風向，故有必要作澄清。有網民隨即引用另一微辣藝人李宇軒（軒Sir）在2021年5月拍攝的視頻，當時劉靜儀稱呼加蔥為「儀仔男朋友」，表示兩人當時已經是情侶關係，批評加蔥說謊。對於加蔥並未陪伴劉靜儀覆診兼墮胎，有網民在Instagram限時動態貼出三段錄音，指加蔥因為醫院冷氣太熱，所以發脾氣，亦未有再陪伴劉靜儀覆診。在劉靜儀墮胎當日，加蔥聲稱自己有工作在身需要前往香港，未能陪伴在側。
加蔥在阿晶死後不久便暫停了網上直播等工作，在2024年元旦晚上恢復，卻被萬千網民斥責。

## 外部連結
- 林茂發的Facebook專頁
- 林茂發的Instagram帳戶
- YouTube上的林茂發頻道